# Juan María Jordán de Urríes y Ruiz de Arana
Juan María Jordán de Urríes y Ruiz de Arana (castellà: Juan María Nepomuceno Jordán de Urríes y Ruiz de Arana)  (Saragossa, 21 de febrer de 1851 - Madrid, 11 de maig de 1908) fou un aristòcrata i polític aragonès, IX marquès de Rubí i VI marquès d'Ayerbe.

## Biografia
Fill de Juan Nepomuceno Jordán de Urríes y Salcedo, a la mort del seu pare en 1863 va heretar el marquesat d'Ayerbe i els de Rubí i Lierta, amb Grandesa d'Espanya. Es casà amb Caralampia María del Pilar Méndez de Vigo y Arizcún, VIII comtessa de Santa Cruz de los Manueles Estudià al Seminari dels Escolapis de San Fernando de Madrid i es llicencià en dret i en filosofia a la Universitat de Madrid i a la Universitat de Saragossa.
Decidit partidari de la restauració borbònica, fou elegit diputat a les eleccions generals espanyoles de 1876 i 1879 pels districtes de la Almunia de Doña Godina i Saragossa. Posteriorment fou senador per dret propi de 1887 a 1908, i vicepresident del Senat d'Espanya el 1894-1895 i el 1901-1903. El 2 de desembre de 1898 va ingressar com a acadèmic a la Reial Acadèmia de la Història. També va exercir d'ambaixador d'Espanya a Portugal en 1899. També fou ambaixador extraordinari i plenipotenciari davant la Santa Seu i a Sant Petersburg. Fou president del consell d'administració de Ferrocarrils de Canfranc.
Entre altres distincions, fou membre de la Reial Mestrança de Cavalleria de Saragossa, cavaller de l'Orde de Calatrava i va rebre el collaret i la gran creu de l'Orde de Carles III.

## Obres
- Sitio y conquista de Manila por los ingleses en 1762 (1897)
- Tres hechos memorables de la marina española del siglo XVIII' (1907)
- Don Jaime I el Conquistador y el Señorío de Ayerbe
- El marqués de Ayerbe en Valençay y el batallón de Pardos de Aragón (1928)